# Ophiotettix luteomarginata
Ophiotettix luteomarginata är en insektsart som först beskrevs av John Obadiah Westwood 1874.  Ophiotettix luteomarginata ingår i släktet Ophiotettix och familjen torngräshoppor. Inga underarter finns listade i Catalogue of Life.